# Ano Diakopto
Ano Diakopto  este un oraș în Grecia în prefectura Ahaia.